# Dawn Valley
Dawn Valley est un hameau situé dans la province d'Alberta, dans le centre.

## Démographie
Sa population était de 173 habitants en 2021.